# Stepnoie (Bélgorod)
|  | Per a altres significats, vegeu «Stepnoie». |

Stepnoie - Степное (rus) - és un poble (un possiólok) de l'óblast de Bélgorod, a Rússia. El 2016 tenia 101 habitants. Pertany al districte (raion) de Gubkin.